# Căscioarele, Constanța
Căscioarele este un sat în comuna Cerchezu din județul Constanța, Dobrogea, România. Se află în partea de sud a județului, în Podișul Negru Vodă. În trecut s-a numit  Mamuzlu, Mamuslia, Mamușlia sau Mamușlu. La recensământul din 2002 avea o populație de 312 locuitori.
Căscioarele a fost locuit de germani, aduși aici de Regele Carol I, pentru a dezvolta economic această zonă.
A reușit să îi tenteze pe unii germani stabiliți cu aproximativ 100 de ani înainte în sudul Basarabiei (germani basarabeni) și Transnistria, aduși de țarii Rusiei Ecaterina a II-a și Alexandru I să dezvolte aceste zone.
La Căscioarele, ca și la Cobadin, germanii dobrogeni s-au așezat în jurul anului 1890.
Ei au fondat practic satul.